# Ownage
Ownage is een Engels neologisme. Het betekent zoveel als de allerbeste zijn. Het woord wordt vooral gebruikt door computergebruikers.

## Betekenis en ontwikkeling
Ownage werd rond 1990 geïntroduceerd door hackers, en sloeg op "Rooting", illegaal bezit nemen van andermans computer. Owned ontwikkelde zich en kwam in de gamerswereld, waar het de betekenis van "ingemaakt" of gewoon "makkelijk verslagen" kreeg, zij het een andere clan of een andere speler. Voornamelijk drukt het superioriteit uit over iets anders.
Er zijn ook variaties op de spelling, zoals own3d of 0wn3d, in de vorm van leetspeak. Ook is er het overtreffende woord pwned (spreek uit powned), dat ontstaan is door gamers die te snel wilden typen, en de o voor een p omwisselden. Dit woord heeft in tegenstelling tot de andere verbasteringen een andere betekenis gekregen.
Het is afgeleid van het Engelse werkwoord to own (bezitten). De variant pown of pwn wordt ook vaak gebruikt, dit is een typefout die in de loop van de tijd opzettelijk gebruikt begon te worden. Ook wordt het woord gebruikt in de Canadese internetserie "Pure Pwnage". De makers van de show spreken het uit als "own", hoewel dit ter discussie staat.
Tegenwoordig wordt ownen onder jongeren als gewoon Nederlands werkwoord gebruikt: 'Ik own jou echt.' 'Je bent geownd.' 'Je ownt hem.' 'We ownen jou.' enz.